# Herdern (Friburgo)

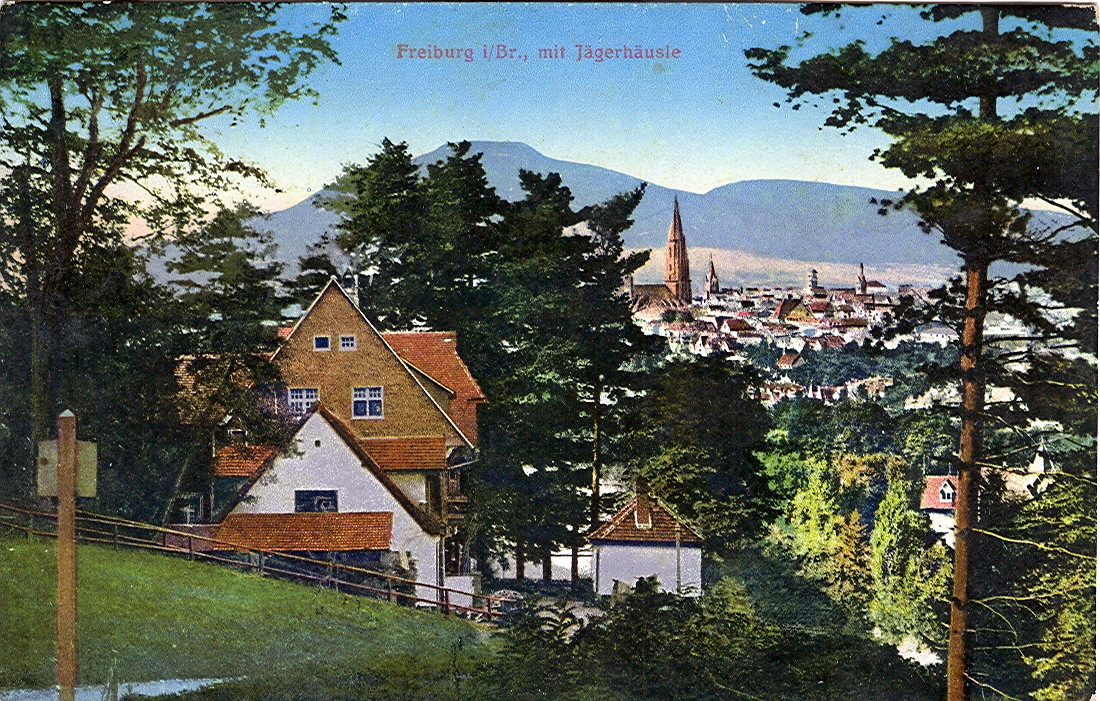
El antiguo Jägerhausle en 1914

Herdern es un barrio de Friburgo de Brisgovia en Baden-Wurtemberg, Alemania.

## Arroyo Glasbach
El Glasbach es un arroyo que nace en el monte Roßkopf y fluye a través de Herdern de este a oeste.

## Eichhalde
La Eichhalde es una ladera del monte (Halde significa ladera). Eichhalde es también el nombre de un camino panorámico de 1,5 km a lo largo de la ladera por encima de Herdern. Por encima de este camino panorámico hay un gran prado, el Prado Eichhalde, que está ubicado en la reserva natural Roßkopf-Schlossberg. Es una zona recreativa local. Al lado inferior de la calle se encuentra el último viñedo de Herdern.
|                                                                    |
| Vista sobre Herdern hacia el noroeste con el Kaiserstuhl al fondo. |

|                                                                           |
| Vista del viñedo hacia el suroeste, donde destaca la torre de la catedral |

## Prado de Caballos
El Prado de Caballos se encuentra al lado de la calle Sonnhalde. Es parte de una pequeña zona recreativa. Hasta 2006 el prado era clasificado como reserva natural. Por encima del prado, en la acera de la calle Sonnhalde, había varios bancos de madera donde se podía disfrutar de una buena vista del oeste de Friburgo y de los alrededores. Era un lugar popular para vecinos y turistas. A pesar de protestas la ciudad de Friburgo decidió de permitir la construcción de cuatro casas pareadas en este terreno.

## Jägerhäusle
El Jägerhäusle (traducido: Casita de Cazadores), una antigua casa forestal, fue un restaurante popular. En 1971 el edificio fue demolido y en su lugar se construyó al lado un nuevo parador y restaurante. entre 1971 y 1974.

## Prado de Esculturas
Prado de Esculturas es el nombre que se ha dado a un prado por encima de Herdern en la ladera del monte Waltersberg, porque desde 1995 ahí se exhiben al aire libre algunas de las obras del escultor Roland Phleps. Son esculturas del arte concreto en acero brillante en diferentes formas, como espirales, cubos, varillas, elipses, ruedas eólicas.
|                  |
| Juegos de viento |

|       |
| Ícaro |

|                   |
| Pareja de elipses |

|                     |
| Afrodita Anadiómena |

|                                       |
| Sinusoide-Cuadrado y Tripylon (fondo) |

## Valle Immental
El Immental es un pequeño valle al oeste del Roßkopf. Es mencionado por vez primera en un documento escrito del año 1234 como Winmarsthal. A través del valle y de Herdern fluye el arroyo Immentalbach. Por encima de Herdern hay una fuente cuya brocal consiste de rocas. Para muchos ciudadanos de Friburgo su agua potable era de gran importancia en los años 40 del siglo XX después del colapso de la infraestructura de la ciudad a causa del bombardeo masivo del 27 de noviembre de 1944 en la Segunda Guerra Mundial.

## Sendero Alto de Herdern
El Sendero Alto de Herdern es un sendero cultural y paisajístico que comienza y termina en la Plaza de la Iglesia y que fue inaugurado en 2012. A lo largo del sendero hay tableros informativos. La Asociación de los Ciudadanos de Herdern ha editado un folleto informativo sobre el sendero.

## Agrupación carnavalesca de los Lalli
La Herdermer Lalli-Zunft es una agrupación carnavalesca que fue fundada en 1930. Los miembros se llaman Lallis. El Baile de los Cordoncillos es un tipo de baile específico que los Lalli presentan cada domingo de carnaval a las 14 horas en la Plaza de la Iglesia en Herdern. En 1980, con ocasión del 50 aniversario de los Lallis, la Fuente del Lalli (Lallibrunnen) fue inaugurada con un desfile nocturno de antorchas.

## Jardín Botánico
El Jardín Botánico de la Universidad de Friburgo muestra la diversidad de la flora de diferentes países.

## Enlaces
- Wikimedia Commons alberga una categoría multimedia sobre Herdern (Friburgo).
- Sitio web de la agrupación carnavalesca Agrupación carnavalesca de los Lalli de Herdern
- Páginas Badenses: Vistas de Herdern